# 琼斯伯勒 (阿肯色州)
琼斯伯勒（英語：Jonesboro）是位於美國阿肯色州東北部，隸屬克雷格黑德縣的城市，為該縣的兩個縣治之一，根據2010年的統計，人口為67,263人，為阿肯色州東北部的最大城市。州内最大学府之一的阿肯色州立大学位于城市东北方。

## 人口统计
| 调查年                | 人口   | 备注  | %±     |
| --------------------- | ------ | ----- | ------ |
| 1890                  | 2,065  |       | —      |
| 1900                  | 4,508  |       | 118.3% |
| 1910                  | 7,123  |       | 58.0%  |
| 1920                  | 9,384  |       | 31.7%  |
| 1930                  | 10,326 |       | 10.0%  |
| 1940                  | 11,729 |       | 13.6%  |
| 1950                  | 16,310 |       | 39.1%  |
| 1960                  | 21,418 |       | 31.3%  |
| 1970                  | 27,050 |       | 26.3%  |
| 1980                  | 31,530 |       | 16.6%  |
| 1990                  | 46,534 |       | 47.6%  |
| 2000                  | 55,515 |       | 19.3%  |
| 2010                  | 67,263 |       | 21.2%  |
| 2019年估计            | 78,394 | [ 2 ] | 16.5%  |
| U.S. Decennial Census |        |       |        |

它是阿肯色州大都市统计区琼斯伯勒的主要城市。
截至2013年人口普查[22]，全市共有71551人、26111户、16637个家庭。人口密度为每平方英里697.1人（每平方公里269.1人）。共有28321个住房单元，平均密度为每平方英里304.7人（每平方公里117.6人）。该市的种族构成为：白人74.7%，黑人18.4%，美洲原住民0.4%，亚裔1.5%，太平洋岛民0.03%，其他种族1.0%，两个或两个以上种族2.0%。5.2%的人口是西班牙裔。
共有26111户家庭，其中30.1%的家庭有18岁以下的子女与他们共同生活，48.9%的家庭是已婚夫妇共同生活，12.2%的家庭有一名女户主，没有丈夫同住，35.4%是非家庭成员。有878个未婚伴侣家庭：776个异性恋家庭、50个同性男性家庭和52个同性女性家庭。27.5%的家庭由个人组成，9.0%的家庭有65岁或以上的独居者。平均每户规模为2.47人，平均每个家庭规模为2.93人。
城市人口分布广泛，18岁以下占22.9%，18岁至24岁占16.6%，25岁至44岁占28.1%，45岁至64岁占20.5%，65岁以上占11.8%。中位年龄为32岁。每100名女性中就有92.1名男性。每100名18岁及以上的女性中，就有88.8名男性。
该市每户平均收入为32196美元，家庭平均收入为42082美元。男性的收入中值为21633美元，女性为31633美元。这个城市的人均收入是17884美元。约有12.9%的家庭和23.1%的人口生活在贫困线以下，其中18岁以下的家庭占22.4%，65岁以上的家庭占12.3%。